# Dina Joffe
Dina Joffe (ur. 18 grudnia 1952 w Rydze) – łotewska pianistka; laureatka II nagrody na IX Międzynarodowym Konkursie Pianistycznym im. Fryderyka Chopina (1975).

## Życiorys

### Wykształcenie i praca pedagogiczna
Na fortepianie zaczęła grać w wieku pięciu lat. Uczyła się w Specjalnej Szkole Muzycznej im. Emīlsa Dārziņša w Rydze. W latach 1968–1976 studiowała w Centralnej Szkole Muzycznej w Moskwie, a następnie w Konserwatorium Moskiewskim.
W 1978 rozpoczęła pracę z młodymi pianistami w Rydze. W latach 1989–1996 była profesorem Akademii Muzycznej Samuela Rubina w Izraelu (obecnie Jerozolimska Akademia Muzyki i Tańca). W latach 1995–2000 prowadziła gościnnie zajęcia w Aichi University of Arts w Nagakute w Japonii. Obecnie jest profesorem w Talent Music Academy w Brescii. Prowadzi kursy mistrzowskie w wielu krajach Europy i Ameryki, m.in. we Francji, Wielkiej Brytanii, Niemczech, Japonii, Włoszech, na Ukrainie oraz w USA.
W Polsce gościła jako profesor wizytujący m.in. w Akademii Muzycznej w Krakowie oraz w Forum Pianistycznym w Sanoku.

### Kariera pianistyczna
Jako reprezentantka ZSRR wystąpiła na kilku konkursach pianistycznych:
- Międzynarodowy Konkurs Radiowy dla Młodych Muzyków „Concertino Praha” w Pradze (1967) – II nagroda
- Międzynarodowy Konkurs Pianistyczny i Wokalny im. Roberta Schumanna w Zwickau (1974) – II nagroda[6]
- Międzynarodowy Konkurs Pianistyczny im. Fryderyka Chopina (1975) – II nagroda

Po konkursowych sukcesach rozpoczęła międzynarodową karierę. Występowała w wielu krajach Europy, Ameryki Północnej i Azji, koncertując z wieloma sławnymi muzykami i dyrygentami. Uczestniczy w wielu międzynarodowych festiwalach muzycznych w Europie, Japonii i Stanach Zjednoczonych. Wystąpiła m.in. na Międzynarodowym Festiwalu Chopinowskim w Dusznikach-Zdroju i kilkukrotnie na festiwalu Chopin i jego Europa.
Była jurorem międzynarodowych konkursów pianistycznych m.in. w Cleveland, Takamatsu, Barcelonie i Weimarze. Zasiadała w jury XVII (2015) i XVIII Międzynarodowego Konkursu Pianistycznego im. Fryderyka Chopina w Warszawie (2021).

## Repertuar i dyskografia
W jej repertuarze znajdują się utwory m.in. Fryderyka Chopina, Roberta Schumanna, Franza Schuberta, Césara Francka i Siergieja Prokofjewa. Dokonała wielu nagrań radiowych, telewizyjnych i fonograficznych, w tym wielu z muzyką Chopina.

## Życie prywatne
Jej mężem jest od 1974 skrzypek Mychajił Wajman (Michael Vaiman).